# Dagmara Pawełczyk-Woicka
Dagmara Pawełczyk-Woicka (ur. 5 października 1970 w Krynicy-Zdroju) – polska sędzia i urzędniczka państwowa, od 2022 przewodnicząca  Krajowej Rady Sądownictwa.

## Życiorys
W 1995 została absolwentką Wydziału Prawa i Administracji Uniwersytetu Jagiellońskiego; promotorem jej pracy magisterskiej był Kazimierz Zawada. Kształciła się podyplomowo w zakresie prawa cywilnego w Polskiej Akademii Nauk (2009). Po odbyciu aplikacji sądowej, w 1997 zdała egzamin sędziowski. Od 1998 asesorka sądowa, a od 2000 sędzia Sądu Rejonowego dla Krakowa-Podgórza w Krakowie. Początkowo orzekała w wydziale rodzinnym i nieletnich, a od 2004 w wydziale cywilnym. Pięciokrotnie bez powodzenia ubiegała się o delegację do sądów wyższej instancji. Od 2000 należała do Stowarzyszenia Sędziów Polskich „Iustitia”, a od 2009 do 2016 pozostawała wiceprezeską jego krakowskiego oddziału. W 2018 wykluczona z tej organizacji w związku z ubieganiem się o miejsce w Krajowej Radzie Sądownictwa.
W okresie rządów PiS, w latach 2006–2008 i 2016–2018 oddelegowana do pracy w Ministerstwa Sprawiedliwości, gdzie pracowała m.in. nad systemem losowego przydziału spraw sędziom oraz nad nowelizacją ustaw o Krajowej Szkole Sądownictwa i Prokuratury i ustroju sądów powszechnych. W styczniu 2018 oddelegowana do Sądu Okręgowego w Krakowie, w którym objęła stanowisko prezeski zastępując Beatę Morawiec. W 2020 została sędzią tego sądu. 10 października 2022 zakończyła kierowanie krakowskim sądem okręgowym.
W 2018 i 2022 wybrana przez Sejm do Krajowej Rady Sądownictwa. 24 maja 2022 wybrana na przewodniczącą tego gremium; w głosowaniu pokonała poprzednika, Pawła Styrnę.

## Kontrowersje
Wkrótce po objęciu funkcji prezesa Sądu Okręgowego w Krakowie odwołała jego rzecznika Waldemara Żurka i przeniosła go do innego wydziału, wskutek czego Żurek wytoczył jej proces; 3 marca 2023 Sąd Okręgowy w Katowicach wydał postanowienie potwierdzające stosowanie przez Dagmarę Pawełczyk–Woicką mobbingu wobec sędziego.
18 kwietnia 2018 wydała zarządzenie, na mocy którego radykalnie ograniczono możliwość wstępu dziennikarzy na teren Sądu Okręgowego w Krakowie, czemu sprzeciwiły się m.in. Helsińska Fundacja Praw Człowieka oraz Rzecznik Praw Obywatelskich.
W 2019 odwołała ze stanowiska  – mimo sprzeciwu Kolegium sądu – sędziego Dariusza Mazura, koordynatora ds. współpracy międzynarodowej i praw człowieka w sprawach karnych oraz rzecznika Stowarzyszenia Sędziów „Themis”, powołując w jego miejsce objętego karą dyscyplinarną Przemysława Wypycha.
W listopadzie 2022 została ukarana przez Sąd Najwyższy za utrudnianie przez 4 miesiące działań procesowych związanych z testem niezawisłości sędzi Karoliny Miklaszewskiej.

## Życie prywatne
Pozostaje w nieformalnym związku z sędzią i urzędnikiem resortu sprawiedliwości Dariuszem Pawłyszcze.